# Е (cirillico)
La Е, minuscolo е, chiamata je, è una lettera dell'alfabeto cirillico. Appare esattamente come la E dell'alfabeto latino.
In russo e bielorusso la lettera Е rappresenta la vocale iotizzata IPA /je/ o /jɛ/.
In bulgaro, macedone, serbo ed ucraino viene invece chiamata e e rappresenta la vocale non iotizzata /e/ o /ɛ/, esattamente come la E italiana.
| Lettera cirillica | Pronuncia IPA | Trascrizione scientifica | Trascrizione italiana | Trascrizione inglese | Trascrizione tedesca | Trascrizione francese |
| ----------------- | ------------- | ------------------------ | --------------------- | -------------------- | -------------------- | --------------------- |
| Е (russo)         | /jɛ/          | e                        | e                     | ye                   | je                   | e, ie, ïe             |
| Е (bulgaro)       | /ɛ/           | e                        | e                     | e                    | e                    | e                     |